# Thibaut Vervoort
Thibaut Vervoort (født 10. december 1997 i Antwerpen) er en belgisk basketballspiller som deltog i de olympiske lege 2020.